# Поспєлов Олексій Михайлович
Поспє́лов Олексі́й Миха́йлович (*10 вересня 1990) — український футболіст, півзахисник українського клубу прем’єр-ліги «Оболонь» Київ. 
Вихованець футбольної школи «Динамо» Київ.
Викликався до юнацької збірної України U17, у складі якої 2007 року провів два матчі.